# Linn (Misuri)
Linn es una ciudad ubicada en el condado de Osage en el estado estadounidense de Misuri. En el Censo de 2010 tenía una población de 1459 habitantes y una densidad poblacional de 483,12 personas por km².

## Geografía
Linn se encuentra ubicada en las coordenadas 38°28′44″N 91°50′42″O / 38.47889, -91.84500. Según la Oficina del Censo de los Estados Unidos, Linn tiene una superficie total de 3.02 km², de la cual 3.02 km² corresponden a tierra firme y (0%) 0 km² es agua.

## Demografía
Según el censo de 2010, había 1459 personas residiendo en Linn. La densidad de población era de 483,12 hab./km². De los 1459 habitantes, Linn estaba compuesto por el 97.33% blancos, el 0.41% eran afroamericanos, el 1.03% eran amerindios, el 0.27% eran asiáticos, el 0.07% eran isleños del Pacífico, el 0.14% eran de otras razas y el 0.75% pertenecían a dos o más razas. Del total de la población el 0.96% eran hispanos o latinos de cualquier raza.